# سفارة تايلاند لدى البحرين
سفارة تايلاند لدى البحرين هي البعثة الدبلوماسية لمملكة تايلاند لدى مملكة البحرين، وتقع بالعاصمة المنامة.